# 1992 في الكويت

## المناصب
- أمير الدولة: جابر الأحمد الصباح
- رئيس الوزراء وولي العهد: سعد العبد الله السالم الصباح

## مواليد
- فهد باسم - ممثل
- شيخة العسلاوي - ممثلة ومغنية
- غزلان - ممثلة
- ملاك الصراف - ممثلة
- سارة المطيري - ممثلة
- سعودة - ممثلة
- غدير الفهد - ممثلة
- روان الصايغ - ممثلة
- عبد الرحمن الصايغ - ممثل
- سلطان العنزي - لاعب كرة قدم
- خالد محمد إبراهيم - لاعب كرة قدم
- شريدة الشريدة - لاعب كرة قدم

## وفيات
- عائشة إبراهيم - ممثلة